# Верховный суд Эстонской ССР

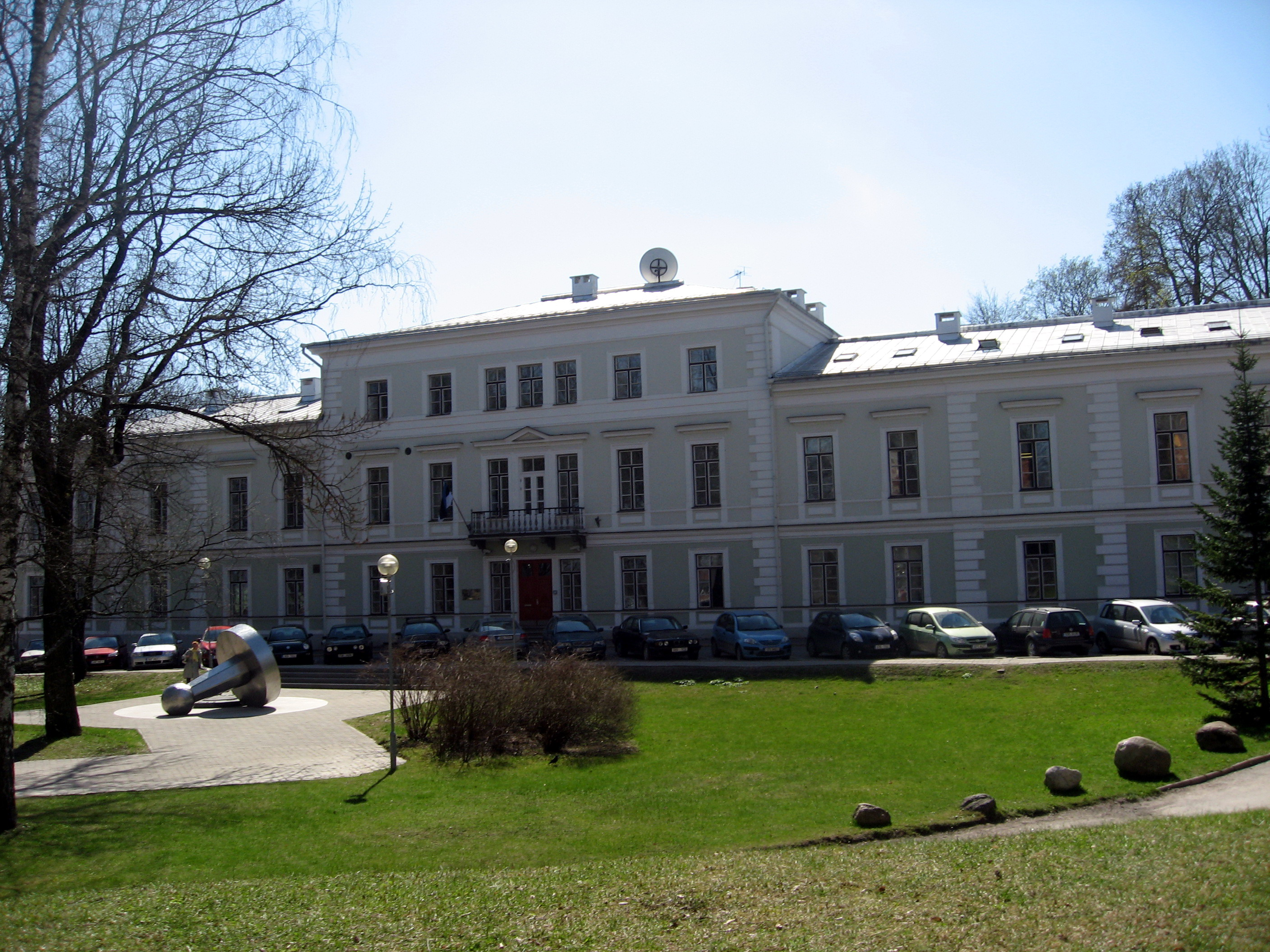
Здание Верховного суда

Верховный суд Эстонской ССР (эст. Eesti NSV Ülemkohus) — высшая судебная инстанция в Эстонской Советской Социалистической Республике.

## Состав и функции
Верховный суд Эстонской ССР являлся высшим судебным органом Эстонской ССР и осуществлял надзор за судебной деятельностью судов Эстонской ССР. Верховный Суд Эстонской ССР в
пределах своих полномочий рассматривал дела в качестве суда первой инстанции, в кассационном порядке, в порядке надзора и по вновь открывшимся обстоятельствам. При осуществлении правосудия Верховный Суд Эстонской ССР руководствовался Конституцией СССР, Конституцией Эстонской ССР и другими законодательными актами. Верховный Суд Эстонской ССР избирался Верховным советом Эстонской ССР. Состоял из президиума коллегии по уголовным и коллегии по гражданским делам. Количество судей Верховного суда Эстонской ССР утверждалось Верховным советом Эстонской ССР.

## История Верховного суда Эстонской Советской Социалистической Республики
Работал с 1941 года по 1993 год. Пришёл на смену Государственному Суду Эстонии (1919—1940 года). Его преемником стал Эстонский государственный суд, учрежденный 27 мая 1993 года.